# We Made It
«We Made It» (с англ. — «мы сделали это») — сингл американского рэпера Басты Раймса, записанный совместно с рок-группой Linkin Park в 2008 году.

## Структура песни
Песня начинается с игры Майка Шиноды на пианино, после чего следуют слова Честера Беннингтона. Баста Раймс поёт первый и третий куплет, а Майк — второй. В самом конце песни можно слышать гитарные риффы из песни Papercut с альбома Hybrid Theory, который был выпущен в качестве сингла 25 сентября 2001 года.
Трек не содержит ненормативную лексику, однако в нём можно слышать лёгкие ругательства, произнесённые Бастой — nigga (рус. ниггер) и shit (рус. дерьмо). Во второй версии песни данные слова были заменены на другие. Слово nigga в припеве было немного обрезано.

## Клип
Премьера видеоклипа на песню состоялась во вторник 29 апреля 2008 года на телеканале BET, в тот же день сингл «We Made It» зазвучал на всех радиостанциях мира. В клипе, режиссёром которого стал Крис Робинсон, кроме самих исполнителей также присутствуют Styles of Beyond, Bishop Lamont и Ламар Одом. На складе, на котором была снята часть клипа, ранее были созданы художественные работы к альбому Linkin Park Meteora и сделана обложка к нему.
Видео начинается с представления LP и Басты Раймса, появляется название песни.
Linkin Park находятся на большом складе, Честер Беннингтон поет, а Майк Шинода исполняет свою сольную партию и играет на чёрном рояле; Баста Раймс сидит в квартире на последнем этаже одного из нью-йоркских домов и читает рэп. Параллельно с этим показано, как Беннингтон и Шинода исполняют песню на складе вместе с Бастой Раймсом.
В это время ночью в городе начинают собираться вместе люди. Они приходят к подножию большой горы и, когда начинается дождь, начинают подниматься на её вершину, Баста Раймс им помогает.

## Список композиций
| №  | Название                    | Длительность |
| -- | --------------------------- | ------------ |
| 1. | «We Made It (Clean)»        | 3:56         |
| 2. | «We Made It»                | 3:56         |
| 3. | «We Made It (Instrumental)» | 3:56         |

| №  | Название                     | Длительность |
| -- | ---------------------------- | ------------ |
| 1. | «We Made It (Album Version)» | 3:58         |
| 2. | «We Made It (A Cappella)»    | 3:00         |
| 3. | «We Made It (Instrumental)»  | 3:56         |
| 4. | «We Made It (Video)»         | 4:31         |

| №  | Название                            | Длительность |
| -- | ----------------------------------- | ------------ |
| 1. | «We Made It (Album Version)»        |              |
| 2. | «We Made It (Instrumental Version)» |              |
| 3. | «We Made It (Clean Version)»        |              |

## Чарты
| Чарт (2008)               | Высшая позиция |
| ------------------------- | -------------- |
| Australian Singles Chart  | 37             |
| Canadian Hot 100          | 40             |
| U.S. Billboard Hot 100    | 65             |
| U.S. Billboard Pop 100    | 47             |
| Irish Singles Chart       | 12             |
| UK Singles Chart          | 10             |
| New Zealand Singles Chart | 13             |
| Swedish Singles Chart     | 24             |
| Danish Singles Chart      | 3              |
| German Singles Chart      | 11             |
| Norwegian Singles Chart   | 11             |

### Чарты на конец года
| Чарт (2008)          | Позиция |
| -------------------- | ------- |
| German Singles Chart | 91      |